# Narses (conde do século VI)
Narses (em grego: Ναρσής) foi um oficial bizantino do século VI, ativo no reinado do imperador Maurício (r. 582–602), conhecido por sua correspondência com o papa Gregório I (r. 590–604).

## Nome
Narses é a forma helenizada e latinizada do nome. Em armênio, ocorre como Nerses. A atestação mais antiga do nome ocorre nos Feitos do Divino Sapor, uma inscrição trilíngue do reinado do xainxá sassânida Sapor I (r. 240–270). Em parta é registrado como Narsēs e em pálavi como Narsē. O nome deriva do avéstico Nairyō saŋha-, que literalmente significa "o de muitos discursos", ou seja, o mensageiro divino.

## Vida
A julgar por seu nome, podia ser de ascendência armênia como seus contemporâneos, mas por saber ler fluentemente latim, é possível que tenha nascido na Europa Ocidental. Vivia em Constantinopla e entre 590 e 597 foi destinatário de quatro cartas do papa Gregório I (r. 590–604) (I.6 de outubro de 590; III.63 de agosto de 593; VI.14 de setembro de 595; VII.27 de junho de 597), bem como foi citado em outra destinada a Teodoro datada de junho de 595. Com base na informação contida nesses documentos, serviu como conde, mas a julgar pela forma como Gregório se dirigiu a ele, não devia ser um dos grandes cortesãos na capital. Muitas pessoas são citadas, a pedido de Narses, nessa correspondência e presume-se que algumas delas sejam sua parentela. Hesíquia, por exemplo, deve ter sido sua esposa, e Eudóquia sua cunhada. Por conseguinte, deve ter sido pai de Marino, Dominica e Eudóquia e pai e/ou sogro de Alexandre e Teodoro.
Narses se envolveu na disputa entre Gregório e o patriarca de Constantinopla João IV (r. 582–595) a respeito dos bispos João e Atanásio, que haviam sido acusados de heresia. Em 595, buscou a opinião de Gregório sobre um documento que atacava Atanásio e teceu comentários a respeito dos melhores textos para usar dos atos do Primeiro Concílio de Éfeso. Alega-se que Narses estava familiarizado com as cartas do apóstolo Paulo de Tarso. Desempenhou papel relevante na criação de certos mosteiros e em 597 convidou Gregório a compor uma carta de exortação aos monges e outras pessoas. Em 593, foi recomendado ao médico Teodoro e em 595 se sabe que foi seu paciente. Em 597, Narses estava com sua saúde e espírito fragilizados, quiçá pelo falecimento de Hesíquia, e por ataques de seus inimigos. Deve ter morrido pouco depois disso.